# Henrique Monteiro Correia da Silva
Henrique Monteiro Correia da Silva (Paço d'Arcos) ComA (Macau, 8 de Dezembro de 1878 — Lisboa, 2 de Novembro de 1935), filho do 1.º conde de Paço de Arcos e por isso frequentemente referido como Henrique Paço d'Arcos, oficial da Marinha de Guerra Portuguesa, foi Governador de Macau (1919-1923) e Ministro das Colónias no governo presidido por Vitorino Guimarães, em funçõs de 16 de fevereiro a 1 de julho de 1925.
Foi pai dos escritores Joaquim Paço d’Arcos e Henrique Paço d'Arcos. É autor da monografia Memórias de Guerra no Mar e de múltiplos artigos sobre temática colonial.

## Biografia
Nasceu em Macau, filho de Carlos Eugénio Correia da Silva, ao tempo Governador de Macau, depois par do reino e 1.º visconde e 1.º conde de Paço de Arcos, oficial da Marinha de Guerra Portuguesa. Seguiu a carreira paterna e foi também oficial da Armada, tendo atingido o posto de capitão-de-mar-e-guerra.
Tal como seu pai, foi Governador de Macau, cargo que exerceu durante cerca de três anos, demonstrando grande talento diplomático no relacionamento com o governo chinês.
Foi Ministro das Colónias no XLII Governo da República, presidido por Vitorino Guimarães, em funçõs de 16 de fevereiro a 1 de julho de 1925.
Foi agraciado com o grau de cavaleiro da Ordem Militar da Torre e Espada, do Valor, Lealdade e Mérito e recebeu a Cruz de Guerra de 1.ª classe e as medalhas de Campanha no Mar e da Vitória. O governo britânico concedeu-lhe a Ordem de Serviços Distintos (Distinguished Service Order). A 11 de Março de 1919, sendo Capitão-Tenente, foi feito Comendador da Ordem Militar de Avis.
Publicou as obras A Questão do Porto da Beira e Memórias da Guerra no Mar. Foi colaborador assíduo da imprensa periódica, especialmente com artigos de temática colonial, com destaque para a Seara Nova e o Boletim da Agência Geral das Colónias.
Foi pai do Prof. Dr. Carlos Eugénio Correia da Silva, de Pedro Correia da Silva, de Manuel Correia da Silva e dos escritores Henrique Paço d'Arcos e Joaquim Paço d'Arcos.